# Peter Hudson (Dartspieler)
Peter Hudson (* 20. April 1984 in Manchester) ist ein englischer Dartspieler.

## Karriere
Peter Hudson ist seit 2010 Teilnehmer an Turnieren der Professional Darts Corporation. Anfang 2011 konnte Hudson sich erstmals über die PDC Qualifying School eine Tour Card, die zur Teilnahme an der PDC Pro Tour berechtigt, erspielen. Kurz darauf gab er sein Debüt vor Fernsehkameras bei den UK Open 2011, als er im Decider gegen den Schweden Magnus Caris gewann. In seinem ersten Jahr auf der Pro Tour verpasste Hudson aufgrund eines einzigen Legs die Qualifikation für den Grand Slam of Darts. 2012 konnte Hudson sich für drei Turniere auf der European Tour qualifizieren. Des Weiteren gelang ihm durch gute Leistungen auf der Pro Tour die Qualifikation für die PDC World Darts Championship 2013. Bei seinem Weltmeisterschaftsdebüt verlor er gegen James Wade deutlich. Im Folgejahr erreichte Hudson auf der Pro Tour zweimal das Achtelfinale. Nach einem durchwachsenen Jahr 2014 verlor er jedoch seine Tour Card und nahm 2015 an Turnieren im Rahmen der Challenge Tour teil. Dort konnte Hudson seine ersten Turniersiege bei der PDC erzielen.
Bei den UK Open Qualifiers 2016 erreichte Hudson das Viertelfinale und qualifizierte sich für das Hauptturnier, dort unterlag er in der ersten Runde dem Niederländer Dirk van Duijvenbode. Ein Jahr später gelang ihm bei einem Turnier auf der Pro Tour der Einzug ins Halbfinale. Da er regelmäßig als Nachrücker an den Players Championships 2017 teilgenommen hatte, qualifizierte sich Hudson auch für die Players Championship Finals 2017. Dort schied er zum Auftakt gegen Richard North mit 1:6 aus.
Durch konstante Leistungen bei der Qualifying School 2018 konnte Hudson erneut eine Tourkarte gewinnen. Er qualifizierte sich für den European Darts Grand Prix 2018 in Sindelfingen und erreichte bei den UK Open 2019 die vierte Runde. Allerdings waren seine Ergebnisse nicht ausreichend, um die Tourkarte zu verteidigen. Auch bei der Qualifying School 2020 gelang Hudson keine direkte Rückkehr auf die Pro Tour, weshalb er wieder an Turnieren auf der Challenge Tour teilnahm.
Ein Jahr später machte es der Engländer jedoch besser und sicherte sich über die Qualifying School erneut eine Tour Card. Bei den UK Open erreichte er erneut die vierte Runde. Im weiteren Jahresverlauf konnte er jedoch keine nennenswerte Ergebnisse erzielen. Da Hudson beim PDPA Tour Card Holder Qualifier eines der Finalspiele erreichte, profitierte er einen Tag vor der PDC World Darts Championship 2022 von der Absage des chinesischen Qualifikanten Wen Lihao, für den Hudson ins WM-Teilnehmerfeld nachrückte. In der ersten Runde traf Hudson auf seinen Landsmann Ritchie Edhouse und verlor mit 2:3.
Ende 2022 musste Hudson seine Tour Card wieder abgeben. Somit musste er an der Q-School 2023 starten, wobei er in der Final Stage startete. Er erspielte daraufhin zwei Punkte für die Rangliste, was jedoch nicht ausreichte.
Für die Q-School 2024 war Hudson erneut gemeldet und schaffte dabei die Qualifikation für die Final Stage über die Rangliste. Daraufhin gewann er jedoch kein Spiel mehr.

## Titel

### PDC
- Secondary Tour Events
  - PDC Challenge Tour
    - PDC Challenge Tour 2015: 14

## Weltmeisterschaftsresultate

### PDC
- 2013: 1. Runde (0:3-Niederlage gegen  James Wade)
- 2022: 1. Runde (2:3-Niederlage gegen  Ritchie Edhouse)